# 豊田上郷サービスエリア
豊田上郷サービスエリア（とよたかみごうサービスエリア）は、愛知県豊田市の東名高速道路にあるサービスエリアである。
2021年（令和3年）3月27日のスマートインターチェンジの供用開始に合わせ、当サービスエリアの名称が「上郷サービスエリア」から変更された。

## 概要
2016年（平成28年）に新東名高速道路の岡崎SAが開業するまで、愛知県内の高速道路では唯一のサービスエリアであった。構内に高速バス停留所の「上郷バスストップ」を併設している。 
当初は上下線ともに本線寄りに施設があった。レストランなどの施設は上り線のみ設置されていて、本線を渡る歩道橋で双方へ連絡する形になっていた。歩道橋はいったん封鎖されたが2014年（平成26年）4月現在再び開放されており、駐車場・ガソリンスタンドを除き上下線の施設を相互に利用できる。ただし、現在は上下線ともに休憩施設が本線の反対側に移設されたため、歩道橋を渡るには広大な駐車場を横断しなければならず、注意が必要である。
上り線のエリアには「愛・地球博」でも使われた冷房装置「ドライミスト」が、2006年（平成18年）8月に全国の高速道路の休憩施設で初めて設置された。
かつて下り線側は、全日本トラック協会の指定するトラックステーションになっていたが、2014年（平成26年）12月20日をもって廃止された。
全国のSA・PAで唯一、子供用和式トイレが設置されている。

## 道路
- E1 東名高速道路（19-3番）

## 施設

### 上り線（東京方面）
- 駐車場
  - 大型 - 112台
  - 小型 - 217台
- トイレ

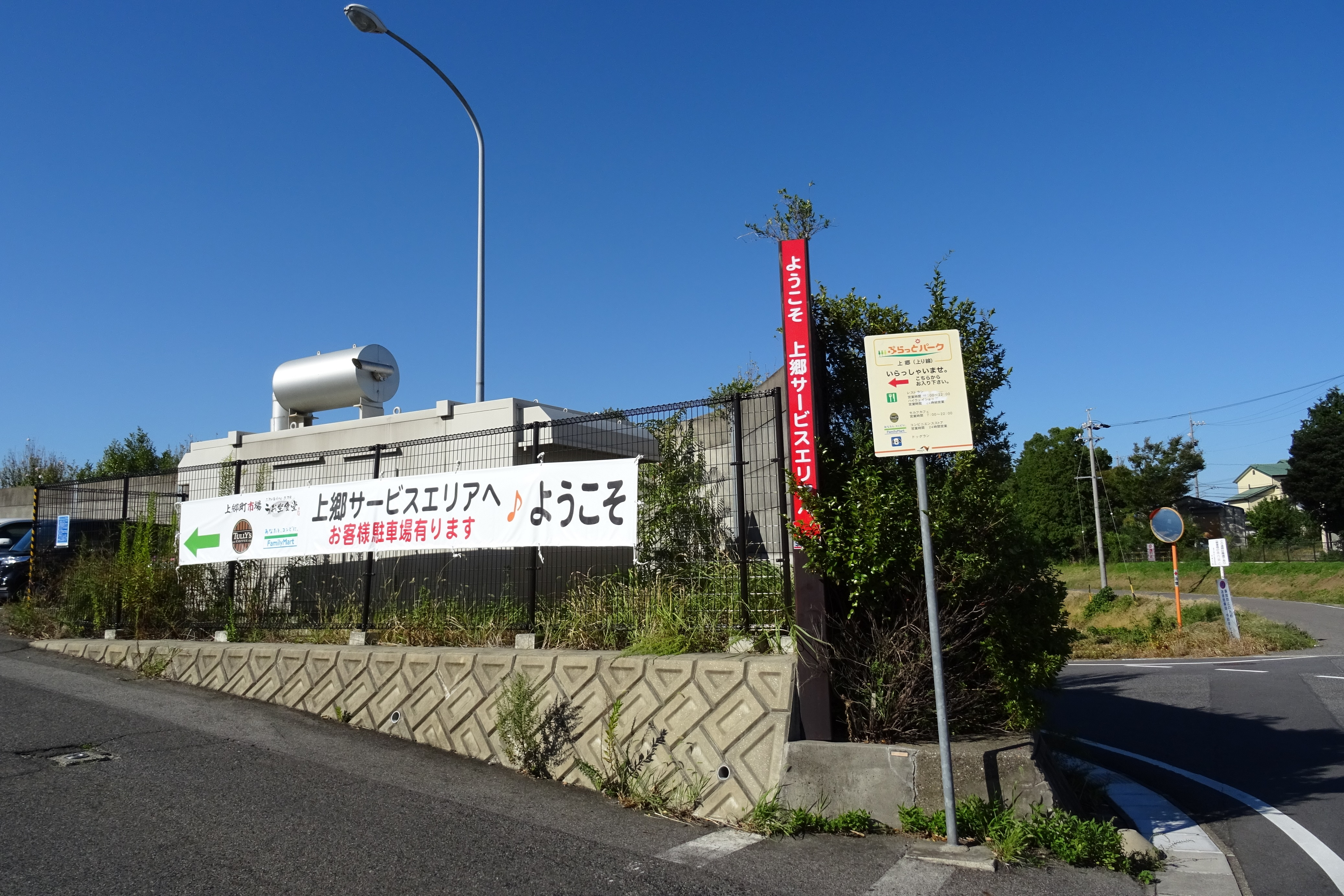
上り線 ぷらっとパーク

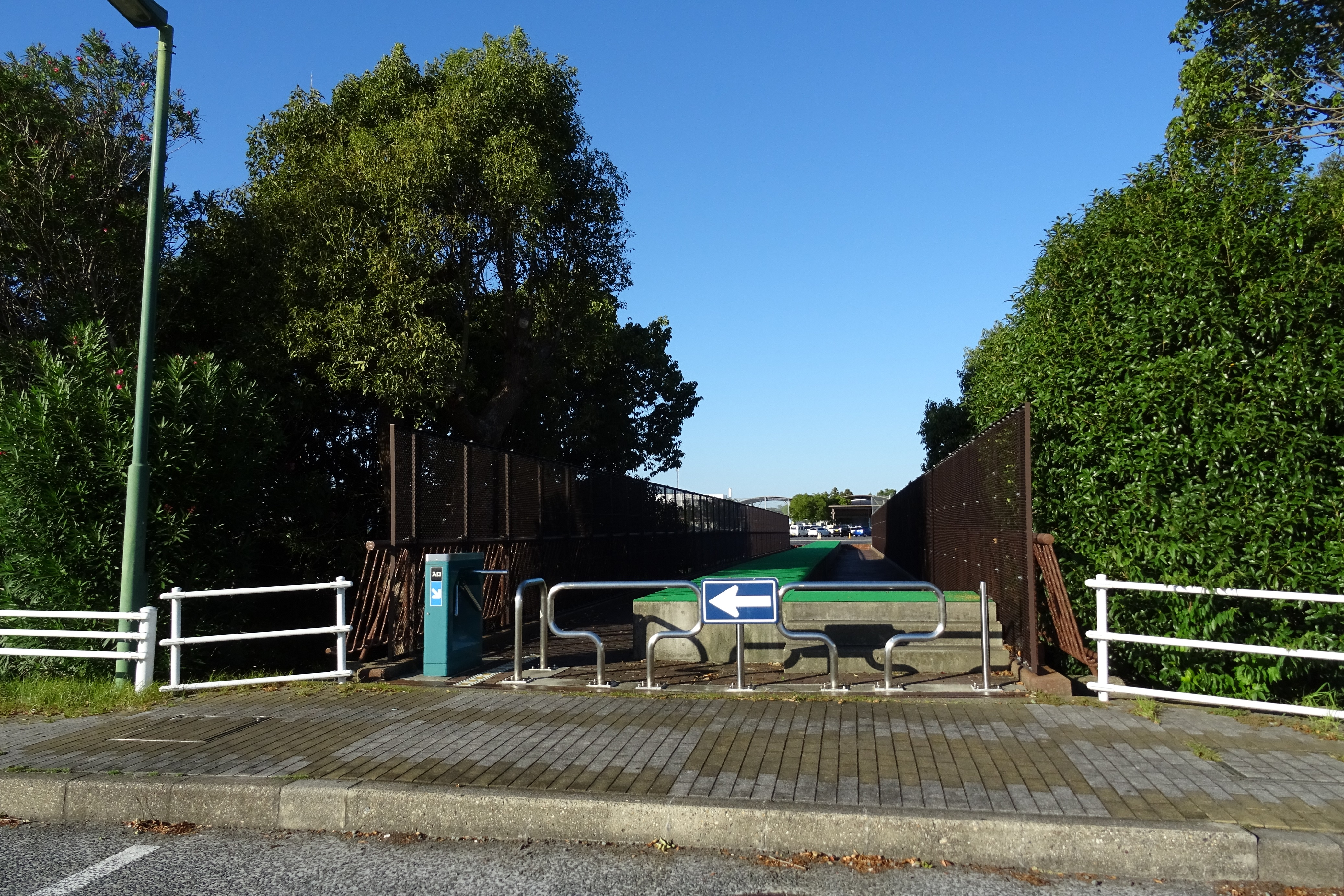
上下線を連絡する高架歩道（下り線側）

  - 男性 - 大13（和式1・洋式12）、小37
  - 女性 - 53（和式6・洋式47）
    - 同伴の男児用  2
    - 子供用トイレ 3（和式1・洋式2）

  - 車椅子用 2
- ガソリンスタンド（ENEOS（ENEOSウイング）、24時間）
  - 以前はコスモ石油販売（コスモ石油）→中日本エクシス→鈴与オイルサービス→中日本エクシスが運営していた。
- 給電スタンド（24時間）
  - 天然ガス（24時間）
  - コイン洗車機（24時間）
- レストラン「うお坐食堂」（10:00 - 22:00[6]）
- フードコート「大名古屋食堂」
  - まぜそば・台湾ラーメン「陳林」（24時間[6]）
  - 出汁処「きしめん平川」（24時間[6]）
  - グリル「大那古や」（24時間[6]）
  - あんかけスパ&カレー「キッチン杏」（24時間[6]）
  - コッペパンカフェ「スマイル珈琲」（7:00 - 19:00[6]）
- ショッピングコーナー「上郷町市場」（24時間[6]）
- テイクアウトコーナー
  - 甘味処「しゃちほこ本舗」（9:00 - 19:00[6]）
  - 「上郷 芋之助」（11:00 - 19:00）
- タリーズコーヒー（7:00 - 22:00）
- ファミリーマート（24時間）
  - イーネットATM（愛知銀行管理）
- 自動販売機
- サービスエリアコンシェルジュ・FAXサービス（9:00 - 18:00）
- バス停留所（東名上郷）

### 下り線（名古屋方面）
- 駐車場
  - 大型 - 103台
  - 小型 - 232台
- トイレ

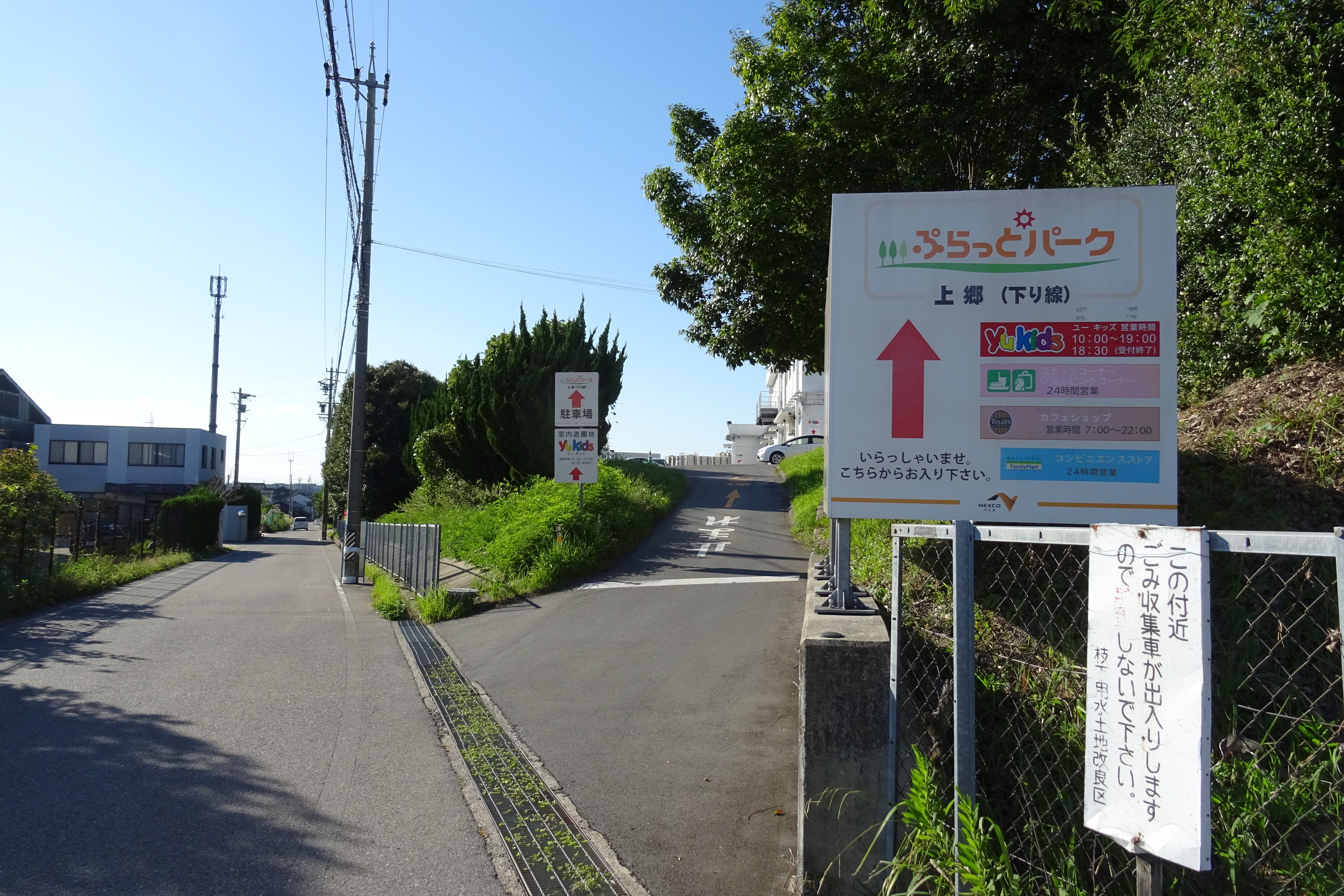
下り線 ぷらっとパーク

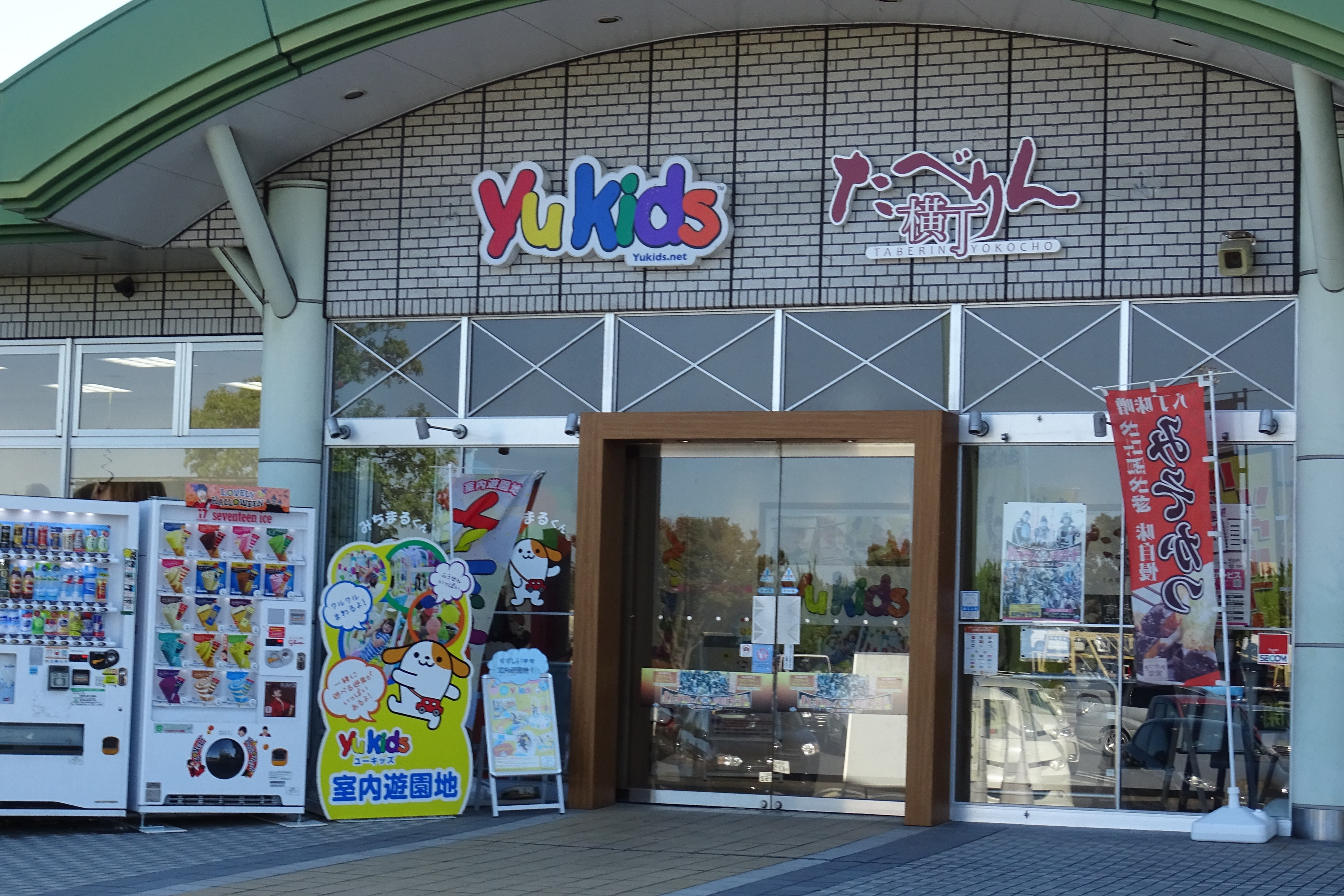
yukids

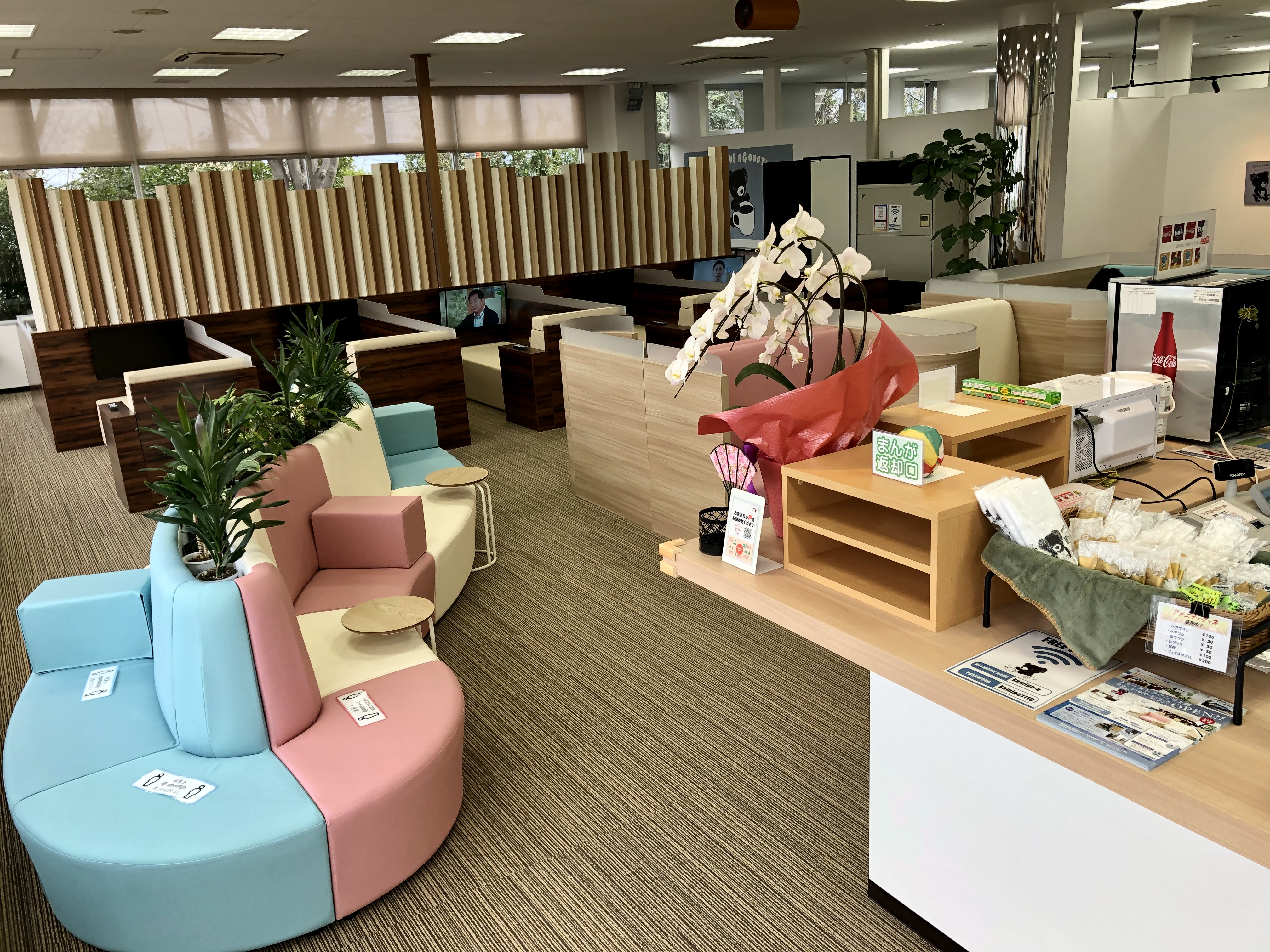
ファーストラウンジ上郷（2020年（令和2年）12月25日オープン）

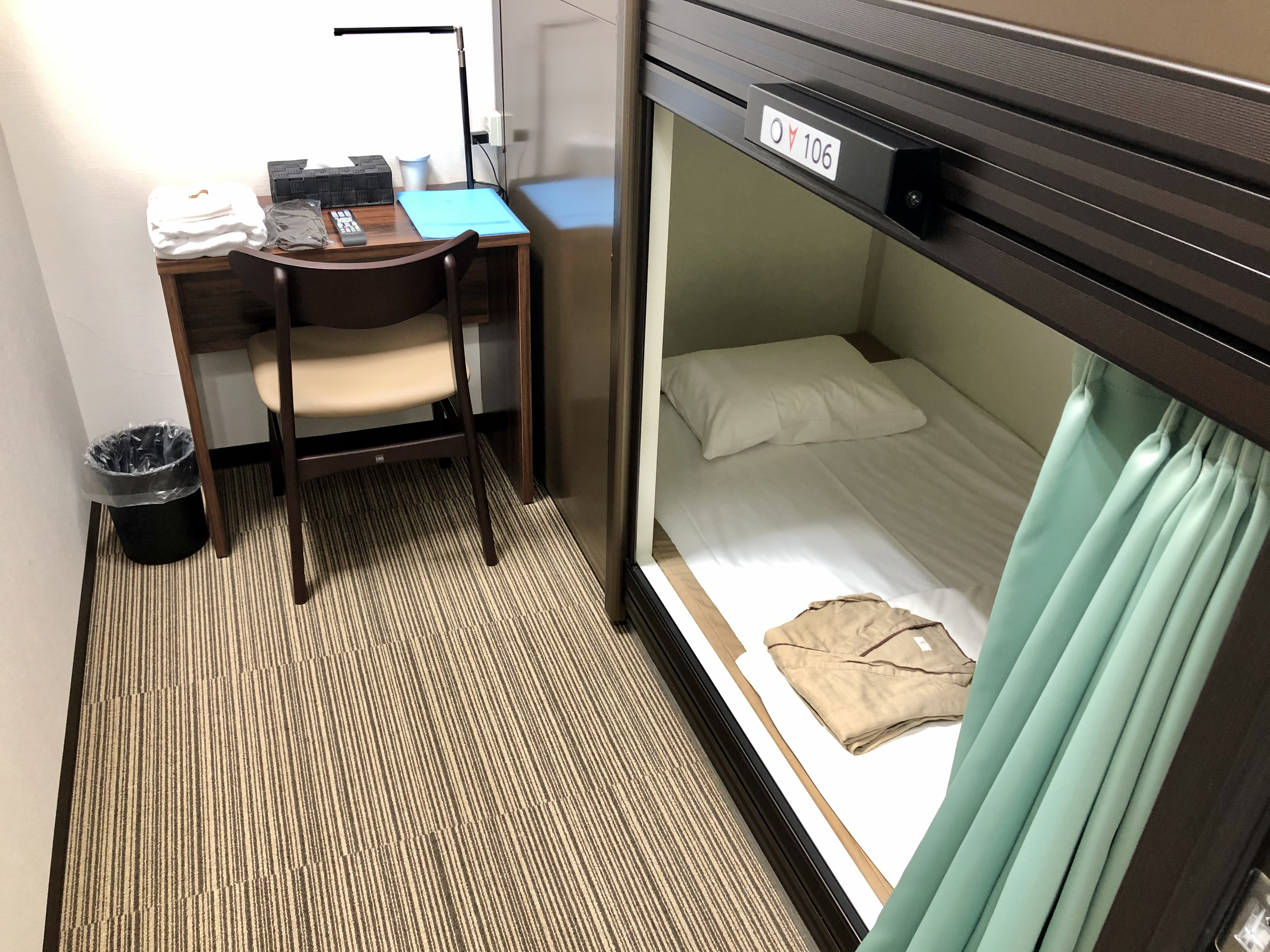
ファーストラウンジ上郷の個室

  - 男性 - 大13（和式1・洋式12）、小37
  - 女性 - 55（和式6・洋式49）
    - 同伴の男児用 2
    - 子供用トイレ 3（和式1・洋式2）

  - 車椅子用 2
- ガソリンスタンド（ENEOS（ENEOSウイング）、24時間）
  - 以前は大同石油（キグナス石油）が運営していた。
  - 天然ガス（24時間）
- 給電スタンド（24時間）
  - コイン洗車機（24時間）
- スナック（三岐鉄道[7]、24時間）
- ショッピング（三岐鉄道、24時間）
- タリーズコーヒー（7:00 - 22:00）
- ファミリーマート（24時間→変更時期は不明だが、06:00～18:00となっている。）
  - イーネットATM（愛知銀行管理）
- 自動販売機
- サービスエリアコンシェルジュ・FAXサービス（9:00 - 18:00）
- 宿泊施設「ファーストラウンジ上郷」（24時間）[8]
- バス停留所（東名上郷）
- コインシャワー
- コインランドリー

## 豊田上郷スマートインターチェンジ
豊田上郷スマートインターチェンジ（とよたかみごうスマートインターチェンジ）は、豊田上郷サービスエリアに併設のスマートインターチェンジである。
2021年（令和3年）3月27日に供用開始。利用可能車種はETC搭載の全車種で24時間運用。上下線ともに出入可となっている。

### 接続する道路
- （上り線）愛知県道76号豊田安城線[9]
- （下り線）市道環状5号線[9]

### 歴史
- 2013年（平成25年）6月11日 : 連結許可[10]。
- 2020年（令和2年）2月14日 : IC名称が「上郷スマートIC（仮称）」から「豊田上郷スマートIC」に正式決定[11]。
- 2021年（令和3年）3月27日 : 供用開始[1]。

## 上郷バスストップ
旅客案内上では東名上郷（とうめいかみごう）と称する。
東名ハイウェイバスの急行便のみが1日1往復のみ停車する。名鉄バスの豊田市駅 - 中部国際空港間リムジンバスは、経路変更に伴い、SAそばの高速道高架下一般道上に、バス停が移設されている。

### 隣接のバス停
※ カッコ内停留所との間の相互利用は不可
- 東名ハイウェイバス
  - 豊田BS - 上郷BS - 岩津BS
- 名鉄バス 豊田 - 空港線
  - （大林） - 上郷BS - 中部国際空港

## 隣
E1 東名高速道路
(19-2)豊田JCT - (19-3)豊田上郷SA/SIC - (20)豊田IC

## 周辺
- トヨタ自動車上郷工場：アパート・社宅
- 愛知トヨタ自動車 GOOD LUCK（納車車両の最終整備工場）

## 交通アクセス
- 永覚駅（愛知環状鉄道・愛知環状鉄道線）